# Кампсис
Ка́мпсис (лат. Campsis) — род одревесневающих листопадных лиан семейства Бигнониевые (Bignoniaceae). Крупное теплолюбивое растение, широко культивируется в качестве декоративного благодаря яркой окраске цветков и длительному периоду цветения. Сорта и гибриды выращиваются повсеместно в тропических и субтропических регионах, встречаются в южных регионах России и некоторых областях Украины.

### 

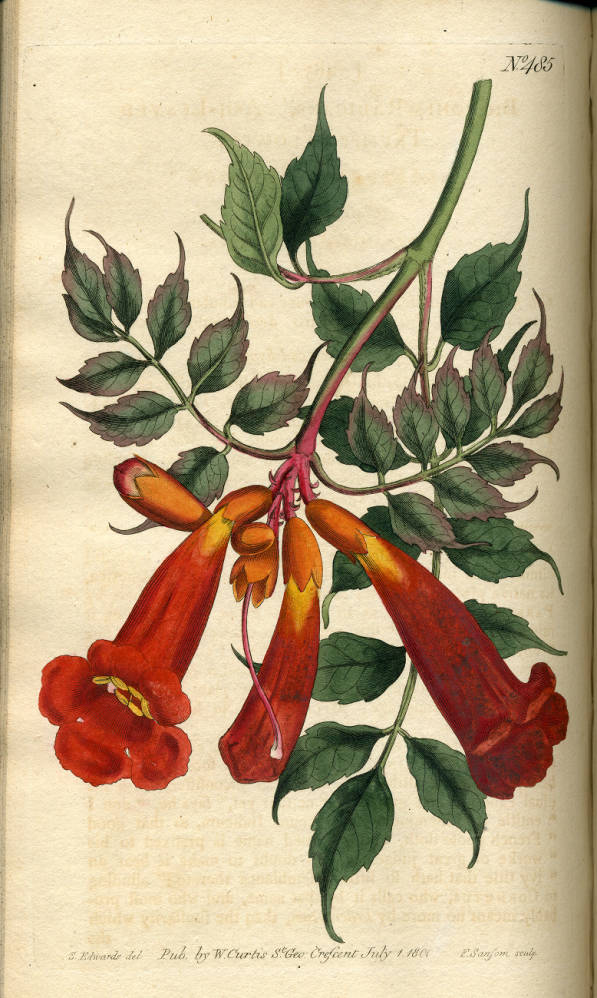
Ботаническая иллюстрация из журнала Curtis’s Botanical Magazine, vol.13-14 (1800)

## Название
Научное латинское родовое название campsis образовано от греческого глагола kampe — склоняться, загибаться и дано по форме загнутых тычиночных нитей.
По причине многочисленных изменений и уточнений ботанической классификации некоторые популярные в культуре растения семейства бигнониевых по настоящее время встречаются под устаревшими синонимичными названиями. Так в качестве кампсиса укореняющегося в литературе и интернет источниках часто фигурируют текома или текома прямостоячая, которые отличаются прежде всего габитусом (кампсис - это лиана, но не кустарник или дерево) и окраской чашечки (у текомы прямостоячей она зеленая, у кампсиса - окрашена в тон лепестков).

## Ботаническое описание
Лиана, побеги в сечении цилиндрические, псевдоприлистники и межчерешковые железистые области отсутствуют, основания черешков супротивно расположенных листьев соединены межчерешковой линией, обычно опушенной.
Листья слложные непарноперистые, часто с 7-11 листочками, край листа пильчатый. Усики отсутствуют.
Цветки оранжевого или оранжево-красного цвета, трубчато-колокольчиковидные, без запаха, собраны в короткие метельчатые соцветия на концах побегов. Чашечка колокольчиковидная, кожистая, с пятью зубчатыми долями. Венчик гладкий за исключением редкого опушения кромки и чешуйчатых желез в месте крепления тычинок. В качестве эволюционного приспособления к опылению муравьями и привлечения этих насекомых растение имеет необычное для представителей умеренного климата расположение нектарников как внутри цветочной трубки, так и вне ее на цветоножке, лепестках, чашечке и плодах.
Тычинок 4, тычиночные нити гладкие, короче или практически вровень с линией отгиба долей венчика. Стаминодии рудиментарные. Завязь уплощенно-эллиптической или удлиненно-эллиптической формы, чешуйчатая.
Плод — коробочка, удлинённый двухстворчатый кожистый стручок. Створки при созревании деревянистые, гладкие с редкими разбросанными чешуйками или уплощенными железами. Семена многочисленные, плоские, перепончатые, с полупрозрачными крылышками.
Эта лиана закрепляется на опоре особыми органами — воздушными корешками.

## Распространение и экология
Естественный ареал рода охватывает две географически разделенные области - восточную часть Северной Америки от штатов США Индиана, Огайо, Нью Джерси, на юг до Флориды и восточного Техаса, и на север до Южной Дакоты, где произрастает вид к. укореняющийся, а также территория восточного Китая и Япония (по некоторым данным на Японских островах вид интродуцирован) где встречается к. крупноцветковый. Растения преимущественно произрастают во влажных лесах.

## Галерея
| |  |  |  |  |  |
| Слева направо: 1 — соцветие к. крупноцветковый; 2 — соцветие к. укореняющийся (желтая форма); 3 — общий вид растения; 4 — лист; 5 - плоды; 6 - побег с воздушными корнями;7 - семена |  |  |  |  |  |

## Классификация
Род входит в трибу Tecomeae семейства Бигнониевые (Bignoniaceae).

### Таксономическое положение
|  |                                |  |                                                  |                                                  |                       |  | еще 22 семейства в порядке Ясноткоцветные (APG IV, 2016) |                                                   |                                                   |                       |
|  |                                |  |                                                  |                                                  |                       |  |                                                          |                                                   |                                                   | 2 вида (APG IV, 2016) |
|  |                                |  |                                                  | порядок Ясноткоцветные                           |                       |  |                                                          |                                                   | род Кампсис                                       |                       |
|  |                                |  |                                                  | порядок Ясноткоцветные                           |                       |  |                                                          |                                                   | род Кампсис                                       |                       |
|  | отдел Цветковые (APG IV, 2016) |  |                                                  |                                                  | семейство Бигнониевые |  |                                                          |                                                   |                                                   |                       |
|  | отдел Цветковые (APG IV, 2016) |  |                                                  |                                                  |                       |  |                                                          |                                                   |                                                   |                       |
|  |                                |  | ещё 63 порядка цветковых растений (APG IV, 2016) | ещё 63 порядка цветковых растений (APG IV, 2016) |                       |  |                                                          | еще 81 род в семействе Бигнониевые (APG IV, 2016) | еще 81 род в семействе Бигнониевые (APG IV, 2016) |                       |
|  |                                |  |                                                  | ещё 63 порядка цветковых растений (APG IV, 2016) |                       |  |                                                          |                                                   | еще 81 род в семействе Бигнониевые (APG IV, 2016) |                       |

### Виды
По информации базы данных World Flora Online, род включает 2 вида:
- Кампсис крупноцветковый (Campsis grandiflora (Thunb.) K.Schum.) или syn. Кампсис китайский (Campsis chinensis (Lam.) Voss) — вид происходит из дальневосточного региона.
- Кампсис укореняющийся (Campsis radicans (L.) Seem. ex Bureau) — происходящий из Северной Америки.

Североамериканский вид с XVII века культивируется в парках Европы.
С 1883 года в культуре выращиваются гибриды двух этих видов, больше похожие на кустарник, — кампсис Тальябуэ (Campsis × tagliabuana (Vis.) Rehder), известный также как Кампсис гибридный (Campsis × hybrida), и Текома Тальябуэ (Tecoma tagliabuana Vis.).
|                                                                                             |  |  |
| Слева направо: 1 — Кампсис крупноцветковый; 2 — Кампсис укореняющийся; 3 — Кампсис Тальябуэ |  |  |